# Kanton L'Isle-sur-le-Doubs
Kanton L'Isle-sur-le-Doubs (francouzsky Canton de L'Isle-sur-le-Doubs) je francouzský kanton v departementu Doubs v regionu Franche-Comté. Tvoří ho 24 obcí.

## Obce kantonu
- Accolans
- Appenans
- Arcey
- Blussangeaux
- Blussans
- Bournois
- Étrappe
- Faimbe
- Gémonval
- Geney
- Hyémondans
- L'Isle-sur-le-Doubs
- Lanthenans
- Longevelle-sur-Doubs
- Mancenans
- Marvelise
- Médière
- Montenois
- Onans
- La Prétière
- Rang
- Saint-Maurice-Colombier
- Sourans
- Soye